# Emil Ericsson i Sörbo
Johan Emil Ericsson (i riksdagen kallad Ericsson i Sörbo), född 22 april 1881 i Hedemora landsförsamling, död 17 december 1964 i Hedemora församling, var en svensk lantbrukare och politiker (Bondeförbundet).
Han var ledamot av riksdagens andra kammare 1921.